# Стрибунець (м'яч)

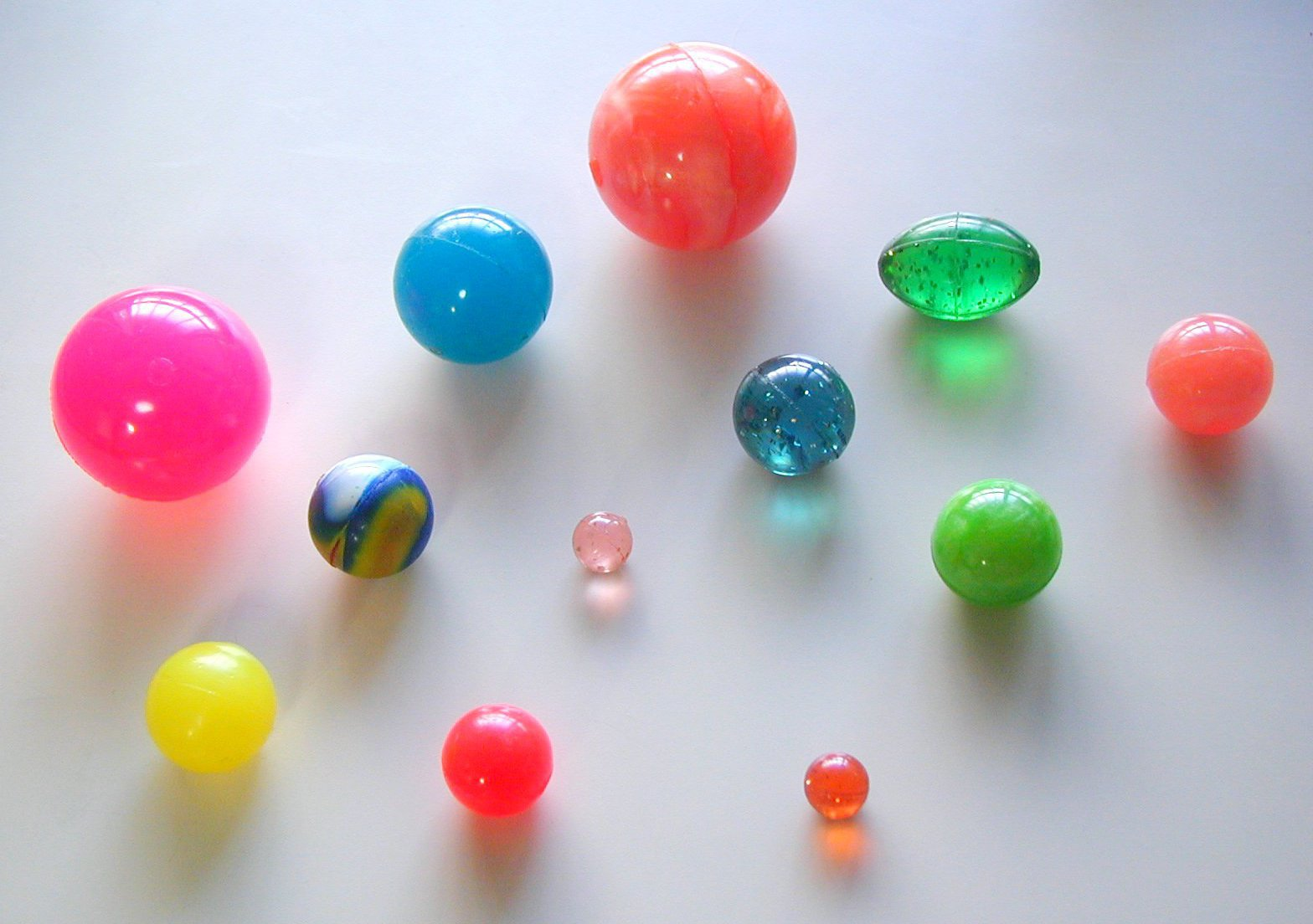
Стрибунці різних кольорів, форм і розмірів

Живчик (англ. bouncy ball) — популярна дитяча іграшка, невеликий м'ячик (кулька), виготовлена з полібутадієнового каучуку. Відрізняється сильним відскоком після кидка на тверду поверхню.

## Історія
М'яч винайшов каліфорнійський хімік Норман Стингл 1963 року. У вільний час він експериментував з гумою: стискав різні відходи синтетичного каучуку під тиском близько 3500 фунтів на квадратний дюйм. В результаті у нього вийшов стислий гумовий м'яч з дуже хорошим відскоком. Перші стрибунці випустила влітку 1965 року компанія Wham-O під брендом Super Ball. Кинутий навіть з невеликої висоти, м'ячик міг стрибати близько хвилини. А якщо його кинути із зусиллям, то він може підскочити на кілька поверхів угору. Іграшка відразу набула популярності. До кінця року було продано більше 6 мільйонів екземплярів.